# Италијански рат (1521—1526)
Италијански рат (1521—1526) је четврти Италијански рат вођен између Француске и Млетачке републике са једне и Шпаније, Светог римског царства, Енглеске и Папске државе са друге стране. Рат је завршен поразом Француза.

## Увод
Италијански ратови су вођени крајем 15. и у првој половини 16. века за доминацију у Италији. Крајем 15. века, када у Западној Европи настају централистичке државе са националним основама, Италија је била распарчана на низ малих, војнички слабих и међусобно завађених држава. Француска, Шпанија и Немачка предузимају низ похода ради освајања тих држава, што је уједино била и њихова међусобна борба за доминацију и превласт у овом делу Европе.
Карло Хабзбуршки, краљ Шпаније, наследио је 1519. године, са братом Фердинандом I аустријске земље. Концентрација толике моћи пореметила је равнотежу у Европи, када је Карло изабран за немачког цара као Карло V. У оштрој конкуренцији са франачким краљем Франсоа I, Карло је кренуо у остваривање средњовековне идеје универзалне монархије, чему је Француска била главни противтег. Бранећи свој положај и своју независност, она је донекле постала и носилац напредне идеје о самосталном развоју европских националних држава.

## Рат
Иницијативу је Карло препустио Французима. Они су упали у шпанску Навару, али су тучени код Ноаина 30. јуна 1521. године. На северу су затим царевци прешли у офанзиву са око 40.000 људи под Фрундсбергом и Зикингеном. Опсели су Мезјер и угрозили Шампању. У операцијама које је предузео, Франсоа је деблокирао Мезјер, после чега се рат стабилизовао и Артоау и Еноу. Решење ће пасти у Италији где се воде операције врло променљиве среће. Командант шпанско-папске војске, Просперо Колона опсео је Парму. Французи је деблокирају уз помоћ врбованих Швајцараца, али кад су се они вратили кући , франачки командант Оде Лотрек морао је отворено поље препустити противницима, али се ни у градовима није могао одржави због непријатељства грађана, па је изгубио и Милано. Због несташице новца, Швајцарци су поново почели пристизати са Французима. Лотрек опет прелази у офанзиву, али затим наилази Фрундсберг који је у бици код Бикоке тукао Швајцарце. Французи су изгубили Миланско војводство и Ђенову. Но, Франсоа се није одрекао Италије. Послао је преко Алпа адмирала Бонивеа са 30.000 људи, али и њега су Фернандо Авалос и Шарл Бурбон изманевровали и тукли на реци Сезији (30. април 1524) након чега царевци прелазе у офанзиву и опседају Марсеј. Док су грађани храбро бранили град, Франсоа је кренуо да нападаче одсече од Италије, али је Фернандо Авалос то избегао наглим повлачењем. Франсоа је опсео Павију. Авалосу је стигао у помоћ Фрундсберг и Шарл Ланоа. Заједнички су тукли Франсоа код Павије (24. фебруар 1525). Заробљени француски краљ откупио се Мадридским миром од 14. јануара 1526. године одрекавши се Италије, Фландрије, Артоа и Бургундије.